# The Mook, the Chef, the Wife and Her Homer
The Mook, The Chef, The Wife and Her Homer, llamado El niño, el chef, la esposa y su Homero en Hispanoamérica y El cocinero, el bribón, la mujer y su Homer en España, es el primer episodio de la decimoctava temporada de la serie de televisión de dibujos animados Los Simpson estrenándose en Estados Unidos el 10 de septiembre de 2006, el 20 de mayo del 2007 en Hispanoamérica y en España el 7 de julio de 2008. El episodio fue escrito por Bill Odenkirk y dirigido por Michael Marcantel. Los integrantes de la banda Metallica aparecen en el episodio, y Joe Pantoliano y Michael Imperioli interpretan a los enemigos de Fat Tony, Dante y Dante Jr. (respectivamente). Lisa conoce al hijo del Gordo Tony, Michael, quien quiere ser chef en vez de ser un mafioso como su padre. Cuando Tony es herido por sus enemigos, Michael se niega a seguir con los negocios de la familia, por lo que Homer se ofrece a hacerlo.

## Sinopsis
Todo comienza con una disputa por un asiento entre Bart y Lisa Simpson en el autobús de la escuela. Para remediar esto Lisa le pide ayuda a Otto que decide ignorarla y escuchar a Grand Funk Railroad, pero desafortunadamente se rompe el reproductor de casetes y tiene que escuchar los deprimentes sonidos de la naturaleza, las canciones aburridas de los niños y otras músicas fastidiosas. Totalmente deprimido mira por la ventana y ve al grupo Metallica que tiene problemas con su autobús. Otto decide ayudarlos, pero debido a que Bart roba el autobús escolar, él no puede hacerlo y queda en vergüenza frente a ellos, y estos se van en una pequeña pick-up con Hans Topo tocando su éxito Master of Puppets. Cuando Bart llega a la escuela, Otto le aplica castigo corporal y el director Seymour Skinner lo suspende temporalmente de su trabajo. 
Ahora Marge Simpson tiene que recoger a los niños y llevarlos a la escuela. El último niño en ser recogido es Michael que resulta ser el hijo de Fat Tony, reconocido jefe de la mafia. Repentinamente todos en la escuela comienzan a tenerle miedo, con excepción de Lisa que lo compadece y se hace su amiga. Michael le confiesa a Lisa que no es como su padre y que quiere ser chef, pero está obligado a seguir el negocio familiar: ser mafioso (él lo llama "manejo de desperdicios"). Michael invita a la familia Simpson a su casa y ellos se muestran impresionados con ella, en especial Homer que admira de cerca las estatuas y pinturas. 
Disfrutando de la cena, Tony es llamado por Louie, uno de sus mafiosos, que le dice que los Calabreci llegaron para realizar una reunión. En esta junta se trata el tema de los intentos de asesinato hacia Tony, que se ve ofendido por eso y les dice que serían muy tontos en matarlo porque su hijo tomaría su lugar y se vengaría. Mientras tanto Michael sirve el postre, que consta de unos Suflés preparados por él, que le caen muy bien a la familia Simpson. Lisa le recomienda a Michael que le haga probar a su padre la comida que preparó, así este se dará cuenta de la verdadera vocación de su hijo. Pero todo sale mal, ya que los enemigos de la familia de Tony se dan cuenta de que Michael no va a seguir los pasos de su padre y tienen vía libre para matar a Tony. Momentos después Los Calabresi intentan asesinar al jefe de la mafia, este sobrevive pero queda en coma en un hospital. Entonces Michael se ve obligado a tomar el lugar de su padre. 
Homer viendo que los sucesos recientes fueron culpa de su hija decide dirigir junto con Bart el negocio de la mafia. El primer trabajo de Homer es cobrar un dinero que Moe Szyslak debe, mientras que Bart se encarga de cobrarle a Krusty el payaso el pago semanal por mantener a Burger King y a McDonalds lejos de la ciudad. Transcurre el tiempo y Michael ve que Bart y Homer se perjudican mentalmente a medida que se involucran en asuntos mafiosos. Entonces decide dejar el negocio de la mafia para proteger a su familia y a la de sus amigos invitando a sus enemigos a una cena: el plato principal, albóndigas envenenadas. Michael se muestra sorprendido con este hecho y dice que nunca volverá a preparar una receta como esa. Ya en su casa le cuenta a su papá lo ocurrido con sus adversarios, pero omite la parte del accidente con el veneno, Lisa al ver esto le pregunta por qué no le dijo que fue un accidente y él le dice que jamás le pregunte por su negocio. El episodio termina con Michael tomando el lugar de su padre mientras juega con autos de juguetes junto a Jimbo, Kearney y Dolph como sus guardaespaldas.